# NA-2306
La NA-2306 comunica el Polígono Industrial de Areta con Burlada y lo enlaza mediante una vía desdoblada a la PA-30 (Ronda de Pamplona) y a la PA-35 (acceso a Burlada y Villava).

## Recorrido
| Denominación | Kilómetro | Salida              | Carretera           | Dirección                           |
| ------------ | --------- | ------------------- | ------------------- | ----------------------------------- |
| NA-2306      | 0         | Travesía de Burlada | Travesía de Burlada | Travesía de Burlada                 |
| NA-2306      | 0         |                     | NA-2300             | Sarriguren Pamplona (Centro) Huarte |

- Datos: Q12264087